# Бартон (округ, Канзас)
Шаблон:StateAbbr_ 38°28′00″ пн. ш. 98°46′00″ зх. д. / 38.4667° пн. ш. 98.7667° зх. д.
Округ Бартон (англ. Barton County) — округ (графство) у штаті Канзас, США. Ідентифікатор округу 20009.

## Історія
Округ утворений 1867 року.

## Демографія
За даними перепису 
2000 року 
загальне населення округу становило 28205 осіб, зокрема міського населення було 18763, а сільського — 9442.
Серед мешканців округу чоловіків було 13651, а жінок — 14554. В окрузі було 11393 домогосподарства, 7530 родин, які мешкали в 12888 будинках.
Середній розмір родини становив 3,01.
Віковий розподіл населення поданий у таблиці:
| Стать    | До 15 років | 15-21 | 22-29 | 30-39 | 40-49 | 50-65 | 65-85 | Понад 85 |
| -------- | ----------- | ----- | ----- | ----- | ----- | ----- | ----- | -------- |
| Чоловіки | 3055        | 1573  | 1101  | 1721  | 2136  | 2038  | 1818  | 209      |
| Жінки    | 2900        | 1521  | 1051  | 1759  | 2173  | 2134  | 2461  | 555      |

## Суміжні округи
- Расселл — північ
- Еллсворт — північний схід
- Райс — південний схід
- Стаффорд — південь
- Поні — південний захід
- Раш — захід
- Елліс — північний захід

## Виноски
1. ↑  U.S. Decennial Census. United States Census Bureau. Архів оригіналу за 2 березня 2013. Процитовано 21 липня 2014.
2. ↑  Historical Census Browser. University of Virginia Library. Архів оригіналу за 11 серпня 2012. Процитовано 21 липня 2014.
3. ↑  Population of Counties by Decennial Census: 1900 to 1990. United States Census Bureau. Архів оригіналу за 5 червня 2019. Процитовано 21 липня 2014.
4. ↑  Census 2000 PHC-T-4. Ranking Tables for Counties: 1990 and 2000 (PDF). United States Census Bureau. Архів оригіналу (PDF) за 18 грудня 2014. Процитовано 21 липня 2014.
5. ↑  State & County QuickFacts. United States Census Bureau. Архів оригіналу за 6 липня 2011. Процитовано 21 липня 2014. [Архівовано 2011-08-06 у Wayback Machine.](англ.) Наведено за англійською вікіпедією.
6. ↑  American FactFinder. Бюро перепису населення США. Архів оригіналу за 26 лютого 2012. Процитовано 31 січня 2008. [Архівовано 2008-05-21 у Wayback Machine.]

| США | Це незавершена стаття з географії США. Ви можете допомогти проєкту, виправивши або дописавши її. |